# Servei Nacional de Fronteres de l'Azerbaidjan

Bandera del Servei Nacional de Fronteres de l'Azerbaidjan

El Servei Nacional de Fronteres de l'Azerbaidjan (àzeri: Azərbaycan Respublikası Dövlət Sərhəd Xidməti) és una és una patrulla fronterera de caràcter militar de la República de l'Azerbaidjan que s'encarrega de la vigilància de seves fronteres amb els seus països veïns, Turquia, Geòrgia, Rússia, Iran i Armènia. La Guàrdia Costanera de l'Azerbaidjan és la part marítima del Servei Nacional de Fronteres. Està orientada a la protecció dels ports, les aigües interiors, la frontera marítima i el mar territorial a la mar Càspia.
La missió i la funció del Servei Nacional de Fronteres és garantir la seguretat de l'Azerbaidjan a través de la vigilància de les seves fronteres i impedir entri al país contraban, immigrants, terroristes i armes, incloses les armes de destrucció massiva. El Servei Nacional de Fronteres no és una branca de les Forces Armades de l'Azerbaidjan, però coopera amb elles. Es va establir el 31 de juliol de 2002 pel decret del President de l'Azerbaidjan, Heidar Alíev.